# April Pearson
April Janet Pearson (Bristol, 1989. január 23. –) angol színésznő, akit leginkább a Skins című BAFTA-nyertes brit televíziós sorozat színésznőjeként ismerhetünk.

## Életpályája
Habár 1998-ban volt egy kisebb szerepe a Baleseti sebészet (Casualty) című angol sorozatban, a brit Skins című sorozat révén vált híressé. A színésznő a sorozat első és második évadjában szerepelt (2007-2008), melyben Tony Stonem barátnőjét, Michelle Richardson-t alakította. Mivel a második évad végén szinte a teljes szereplőgárdát leváltották, így neki is távoznia kellett. Ezután 2008-ban, 2011-ben, majd 2013-ban feltűnt a Baleseti sebészet című sorozat újabb részeiben. 2009-ben szerepelt a Tormented című angol horrorban. April Janet Pearson azóta főleg rövidfilmekben és sorozatokban szerepel.

## Filmjei
- Baleseti sebészet (1998-2013)
- Skins (2007-2008)
- Tormented (2009)
- Doktorok (2021)

## Fordítás
- Ez a szócikk részben vagy egészben  az   April Pearson című angol Wikipédia-szócikk fordításán alapul.  Az eredeti cikk szerkesztőit annak laptörténete sorolja fel. Ez a jelzés csupán a megfogalmazás eredetét és a szerzői jogokat jelzi, nem szolgál a cikkben szereplő információk forrásmegjelöléseként.

## További információ
- April Pearson a PORT.hu-n (magyarul)
- April Pearson az Internet Movie Database-ben (angolul)
- April Pearson a Rotten Tomatoeson (angolul)
- April Pearson Interview at The National Student Magazine